# Xã Mulberry, Quận Crawford, Arkansas
Xã Mulberry (tiếng Anh: Mulberry Township) là một xã thuộc quận Crawford, tiểu bang Arkansas, Hoa Kỳ. Năm 2010, dân số của xã này là 2.006 người.